# Nahr as-Sinn
Nahr as-Sinn (în arabă نهر السن)  este un râu din Siria care marchează granițele dintre Guvernoratul Tartus și Guvernoratul Latakia.

## Istoric
În antichitate, râul a fost numit „Siyannu”, și a marcat granițele sudice ale Ugarit.

## Curs
Nahr as-Sinn izvorăște dintr-o zonă de câmpie din Guvernoratul Tartus și curge spre vest pentru a se vărsa în cele din urmă în Marea Mediterană la sud de Arab al-Mulk. În ciuda lungimii sale, care este doar de 6 kilometri (3,7 mi), este considerat cel mai bogat râu din Siria.